# Pasieka 1
Pasieka 1 (biał. Пасекі 1; ros. Пасеки 1) – chutor na Białorusi, w obwodzie mińskim, w rejonie wilejskim, w sielsowiecie Chocieńczyce.
Dawniej używana nazwa – Pasieka Kozłowska, Pasieka I.

## Historia
W czasach zaborów zaścianek w powiecie wilejskim, w guberni wileńskiej Imperium Rosyjskiego. Pod koniec XIX wieku miał 9 dusz rewizyjnych, należał do dóbr Zaborze, własność Gregorowiczów.
W latach 1921–1945 zaścianek leżał w Polsce, w województwie wileńskim, w powiecie wilejskim, w gminie Chocieńczyce.
Według Powszechnego Spisu Ludności z 1921 roku zamieszkiwało tu 24 osoby, wszystkie były wyznania staroobrzędowego i zadeklarowały białoruską przynależność narodową. Były tu 4 budynki mieszkalne. W 1931 w 3 domach zamieszkiwały 34 osoby.
Wierni należeli do parafii rzymskokatolickiej w Ilji i prawosławnej w Chocieńczycach. Miejscowość podlegała pod Sąd Grodzki w Ilji i Okręgowy w Wilnie; właściwy urząd pocztowy mieścił się w Chocieńczycach.
W wyniku napaści ZSRR na Polskę we wrześniu 1939 miejscowość znalazła się pod okupacją sowiecką. 2 listopada została włączona do Białoruskiej SRR. Od czerwca 1941 roku pod okupacją niemiecką. W 1944 miejscowość została ponownie zajęta przez wojska sowieckie i włączona do Białoruskiej SRR.
Od 1991 w składzie niepodległej Białorusi.